# وستچیس (فلوریدا)
وستچیس (به انگلیسی: Westchase) یک منطقهٔ مسکونی در ایالات متحده آمریکا است که در شهرستان هیلزبرو، فلوریدا واقع شده‌است. وستچیس ۲۷٫۸ کیلومتر مربع مساحت و ۲۱٬۷۴۷ نفر جمعیت دارد و ۵ متر بالاتر از سطح دریا واقع شده‌است.